# イソノミア
イソノミアは、古代にイオニアで発達した政体。

## 概要
2011年の『文学界』の春季の号の山口二郎との対談で、柄谷行人は、ハンナ・アーレントなどを参照しつつ、イソノミアを次のように説明した。
日本では、同等者支配などと訳されたこともあるが、アーレントはノー・ルール（無支配）と訳しており、このほうが正しい。
こんにち俗に「民主主義」と言われているものは、「自由・民主主義」であり、自由主義（自由）と民主主義（平等）の振り子のような相互修正により成立する。フランシス・フクヤマの『歴史の終わり』は、このような政体によって完結される歴史についての本である。しかし、これを超克する余地もあろう。その可能性はイソノミアにある。イソノミアとは、自由と平等が対立せず、自由であることがそのまま平等であり、逆もまた真である、ような政体である。
イソノミアは、アメリカ合衆国の草の根民主主義に近い。アメリカでは土地を持たない独立自営農民が、その担い手になった。これは、商工業者を軽蔑する、アテネの「農民＝戦士」的デモクラシーとは異なるものであった。アーレントが注目する「評議会」も、現代のイソノミアと言えよう。柄谷が「世界共和国へ」で挙げたアソシエーションも、イソノミアとほぼ同じものだ。
アソシエーショニズムは、普遍宗教によって開示されたものだと、これまで柄谷は述べてきたが、宗教という形以外でそれが実現されたことはなかったか、と再考した挙句、イソノミアを思い当たった。（『哲学の起源』連載第一回目）